# Tallassee
Tallassee è un comune degli Stati Uniti d'America situato nelle contee di Elmore, Tallapoosa dello Stato dell'Alabama.